# Film bengalesi proposti per l'Oscar al miglior film straniero

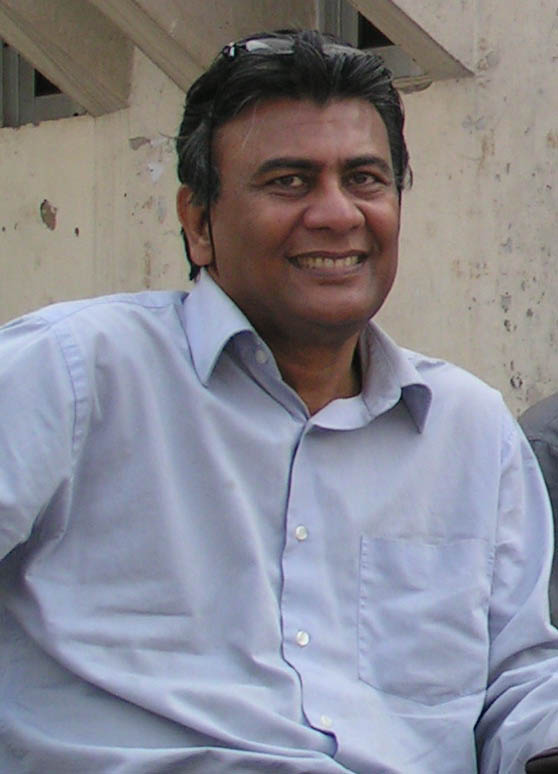
Tareque Masud ha rappresentato per primo il Bangladesh in questa selezione.

Il Bangladesh ha sottoposto film per l'Oscar al miglior film straniero a partire dal 2002. Il premio è assegnato annualmente dall'Academy of Motion Picture Arts and Sciences per un film prodotto fuori dagli Stati Uniti contenente principalmente dialoghi in lingue diverse dall'inglese. Dodici film del Bangladesh sono stati proposti in questa categoria, ma nessuno è mai stato selezionato fra i candidati all'Oscar.

## Selezione
Il film proposto per il Bangladesh viene scelto annualmente dalla Bangladesh Federation of Film Societies.
Tutti i lavori selezionati dal 2005 sono stati realizzati dall’Impress Telefilm Limited, che ha sede nella capitale Dhaka. 
| Anno | Film                         | Titolo originale                                   | Regista                | Risultato     |
| ---- | ---------------------------- | -------------------------------------------------- | ---------------------- | ------------- |
| 2002 | The Clay Bird                | মাটির ময়না (Matir Moyna)                              | Tareque Masud          | Non candidato |
| 2005 | Shyamol Chhaya               | শ্যামল ছায়া (Shyamol Chhaya)                           | Humayun Ahmed          | Non candidato |
| 2006 | Forever Flows                | নিরন্তর (Nirontor)                                   | Abu Sayeed             | Non candidato |
| 2007 | On the Wings of Dreams       | স্বপ্নডানায় (Swopnodanay)                              | Golam Rabbany Biplob   | Non candidato |
| 2008 | Aha!                         | আহা! (Aha)                                          | Enamul Karim Nirjhar   | Non candidato |
| 2009 | Beyond the Circle            | বৃত্তের বাইরে (Britter Bairey)                          | Golam Rabbany Biplob   | Non candidato |
| 2010 | Third Person Singular Number | থার্ড পারসন সিঙ্গুলার নাম্বার (Third Person Singular Number) | Mostofa Sarwar Farooki | Non candidato |
| 2012 | Ghetuputra Komola            | ঘেটুপুত্র কমলা (Ghetuputro Komola)                      | Humayun Ahmed          | Non candidato |
| 2013 | Television                   | টেলিভিশন (Television)                                 | Mostofa Sarwar Farooki | Non candidato |
| 2014 | Glow of the Firefly          | জোনাকির আলো (Jonakir Alo)                              | Khalid Mahmood Mithu   | Non candidato |
| 2015 | Jalal's Story                | জালালের গল্প (Jalaler Golpo)                           | Abu Shahed Emon        | Non candidato |
| 2016 | The Unnamed                  | অজ্ঞাতনামা (Oggatonama)                                | Tauquir Ahmed          | Non candidato |
| 2017 | Khacha                       | খাঁচা (Khacha)                                        | Akram Khan             | Non candidato |
| 2018 | No Bed of Roses              | ডুব (Doob)                                          | Mostofa Sarwar Farooki | Non candidato |
| 2019 | Alpha                        | আলফা (Alpha)                                        | Nasiruddin Yousuff     | Non candidato |
| 2020 | Sincerly Yours, Dhaka        | ইতি, তোমারই ঢাকা (Iti, Tomari Dhaka)                    | 11 registi             | Non candidato |
| 2020 | Rehana Maryam Noor           | রেহানা (Rehana)                                       | Abdullah Mohammad Saad | Non candidato |

| Non candidato | Il film è stato proposto per la candidatura, ma non è stato selezionato dall'Academy of Motion Picture Arts and Sciences. |
| Short-list    | Il film è entrato nella "short-list" stilata a gennaio dei nove candidati per l'Oscar al miglior film straniero.          |
| Candidato     | Il film è entrato a far parte dei cinque candidati per l'Oscar al miglior film straniero.                                 |
| Vincitore     | Il film ha vinto l'Oscar al miglior film straniero.                                                                       |